# Uno scandalo per Lili
Uno scandalo per Lili è una commedia musicale di Giulio Scarnicci e Renzo Tarabusi, con musiche di Lelio Luttazzi, rappresentata in Italia a partire dalla stagione 1957, e in Germania e Francia con il titolo Lili Champagne, talvolta indicata col titolo Uno scandalo per Lilly,, o anche Lily, interpretata da Ugo Tognazzi, Lauretta Masiero, Gianrico Tedeschi, Anna Maestri, Mario Scaccia, Anna Sora, Mimmo Craig, Franco Giacobini, Silvia Monelli, Piero Pandolfini, Franco Ressel, Maria Monti, Eslava Nieves, Luisa Vanderlyk, per la regia di Luciano Salce.
È stata successivamente adattata per la televisione col titolo Lily Champagne, con interpreti Johnny Dorelli, Giuliana Lojodice, Gianrico Tedeschi e Ave Ninchi, per la regia di Flaminio Bollini.
È stata definita commedia musicale dall'umorismo piuttosto inqualificabile su Sipario nel 1968.